# Cadillac Series 61
Cadillac Series 61 – samochód osobowy produkowany pod amerykańską marką Cadillac w latach 1938–1951. Powstały cztery generacje tego modelu.

## Galeria

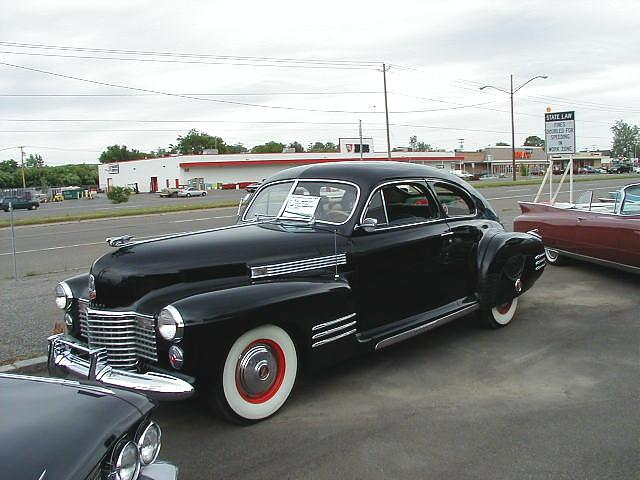
Cadillac Series 61 II
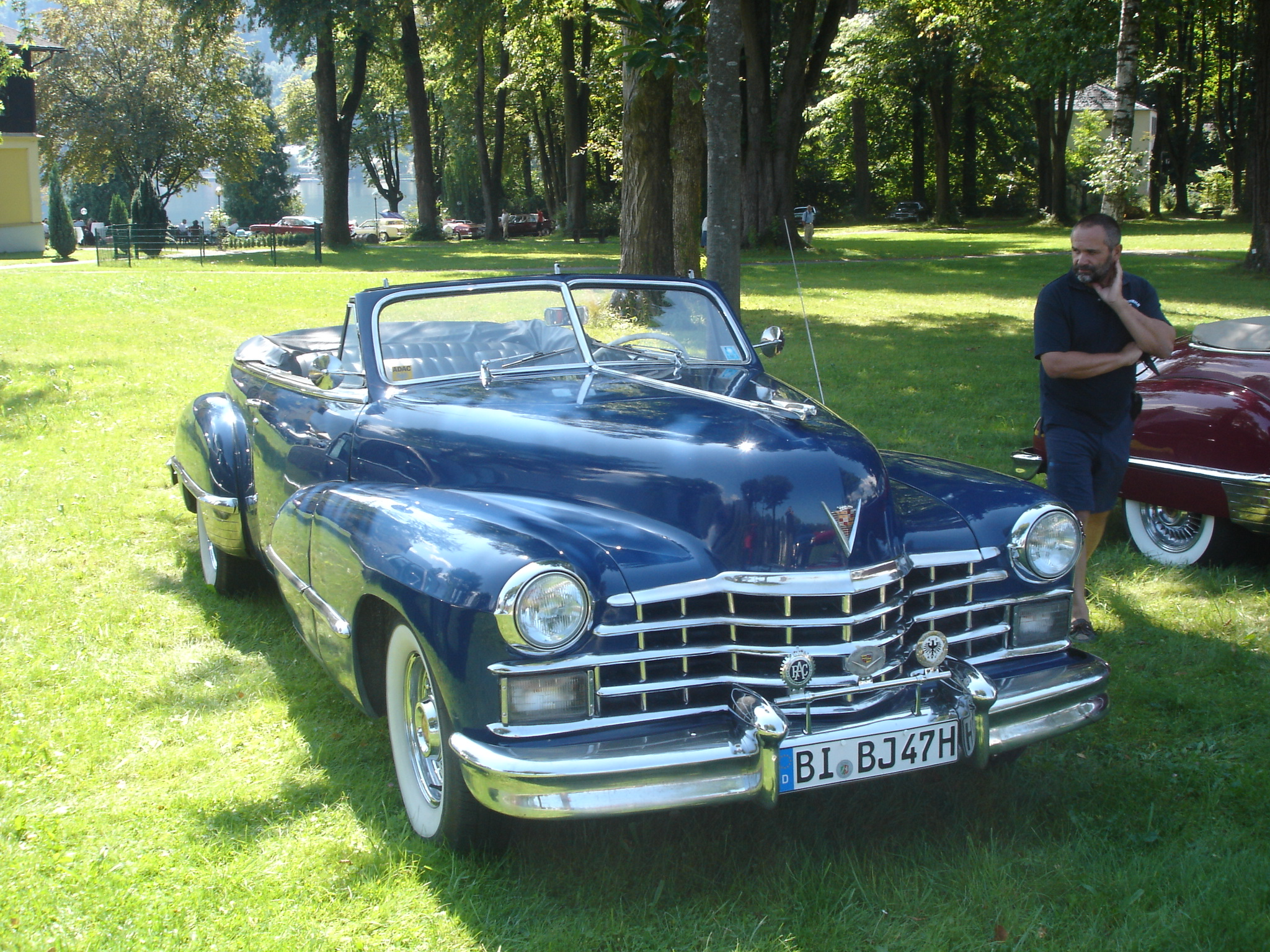
Cadillac Series 61 III
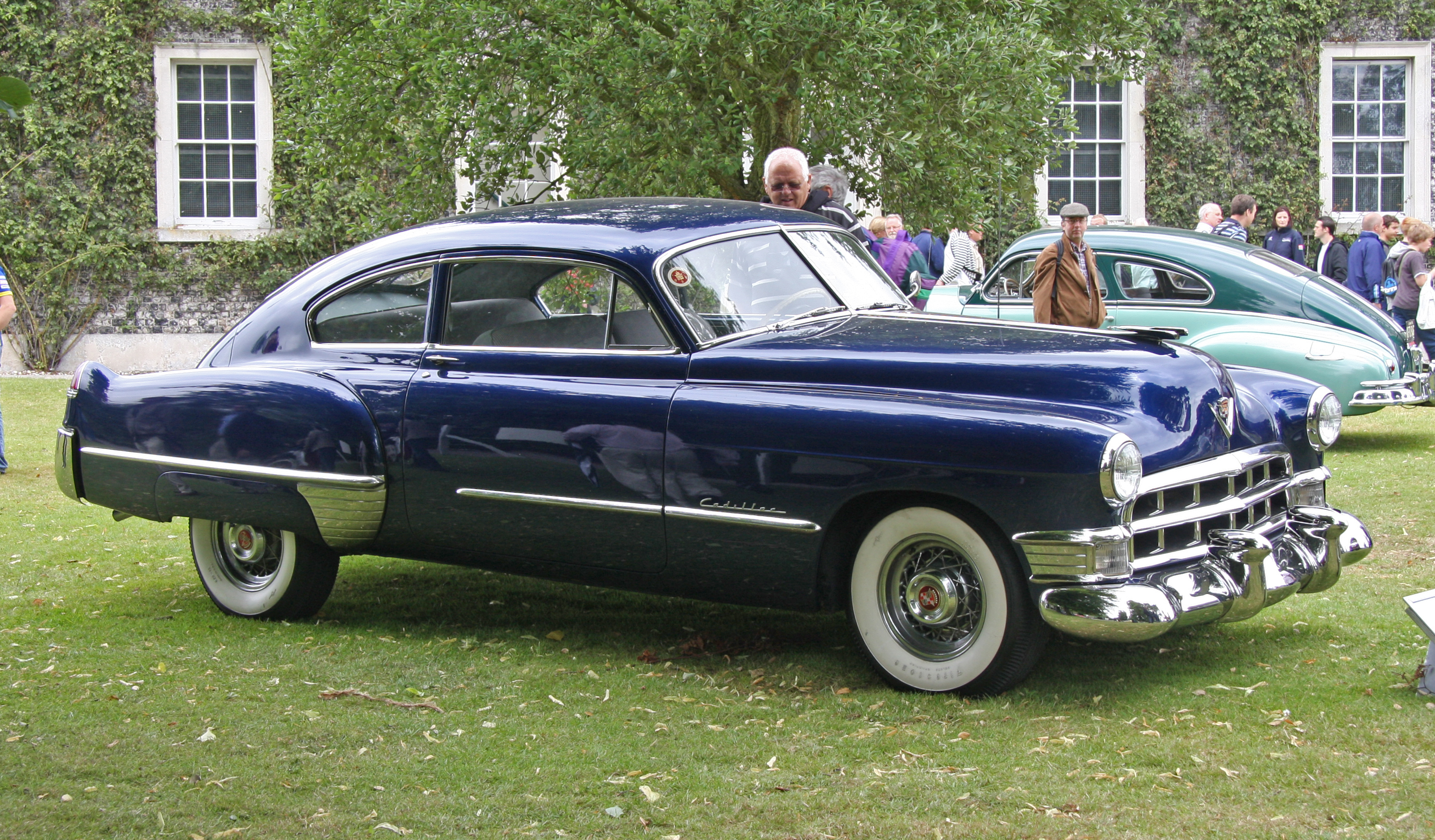
Cadillac Series 61 IV